# راسلمينيا 35
راسلمينيا 35 (بالإنجليزية:WrestleMania 35) هي النسخة الخامسة والثلاثون من مهرجان الراسلمينيا أنتجته شركة المصارعة العالمية الترفيهية (WWE) وعرضته (PPV) شبكة دبليو دبليو اي من شرق راذرفورد في نيوجيرسي في 7 أبريل 2019.

## المباريات والنتائج
| المباريات                 | الشروط                   |
| ------------------------- | ------------------------ |
| روندا روزي ضد شارلوت فلير | بطولة سيدات رو           |
| بروك ليسنر ضد سيث رولينز  | دبليو دبليو إي يونيفرسال |

## روابط خارجية
- راسلمينيا 35 على موقع IMDb (الإنجليزية)
- راسلمينيا 35 على موقع قاعدة بيانات الفيلم (الإنجليزية)
- راسلمينيا 35 على موقع كينوبويسك (الروسية)
- الموقع الرسمي